# شرکت آلومینیوم ایران
شرکت آلومینیوم ایران یا ایرالکو، به‌عنوان بزرگ‌ترین شرکت آلومینیوم‌سازی ایران، در اراک مستقر است و در زمینهٔ تولید انواع شمش آلومینیوم و آلیاژهای ریخته‌گری؛ بیلت و اسلب فعالیت می‌کند. این شرکت عضوی از بورس فلزات لندن و بورس اوراق بهادار تهران می‌باشد. همچنین این شرکت نخستین تولیدکنندهٔ آلومینیوم در خاورمیانه می‌باشد.
این شرکت اکنون سالانه ۱۹۰٬۰۰۰ تن آلومینیوم تولید می‌کند که در صورت بهره‌برداری کامل از نیروگاه، آندسازی و خطوط تولید جدید آلومینیوم با فناوری ۶۰۰ کیلوآمپری، ۳۵۰٬۰۰۰ تن به ظرفیت تولیدی آن اضافه خواهد شد.

## تاریخچه
موضوع بنیان‌گذاری کارخانهٔ ایرالکو در سال ۱۳۴۶ ه‍.ش به تصویب هیئت دولت رسید و اقدامات مربوط به نصب تأسیسات و ساختمان از سال ۱۳۴۸ با همکاری شرکت رینولدز آمریکا آغاز گردید و در سال ۱۳۵۱ با دو خط تولید و ظرفیت ۴۵٬۰۰۰ تن در سال، مورد بهره‌برداری قرار گرفت.

## تخلفات
در خرداد ۱۴۰۴ کارخانه آلومینیوم ایران به‌دلیل تخلفات زیست‌محیطی، به پرداخت جریمه نقدی معادل پنج برابر خسارت وارده به صندوق توسعه ملی محکوم شد. علاوه بر این، به‌عنوان مجازات جایگزین، این واحد صنعتی موظف به کاشت و نگهداری ۱۰۰٬۰۰۰ اصله نهال به‌مدت دو سال با نظارت شهرداری و اداره منابع طبیعی شهرستان اراک و همچنین نگهداری از حدود یک هکتار فضای سبز شهری گردید.

## تولیدات
عمده محصولات ایرالکو شامل شمش خالص آلومینیوم پنجاه و هزار پوندی و انواع آلیاژهای ریخته‌گری، بیلت، اسلب یا تختال و تی‌بار می‌باشد.